# Bohdan Danylyšyn
Bohdan Mychajlovyč Danylyšyn (ukrajinsky Богдан Михайлович Данилишин, * 6. června 1965, Cerkovna, Ivanofrankivská oblast) je ukrajinský ekonom a politik, člen Ukrajinské akademie věd. Od 18. prosince 2007 do 11. března 2010 byl ministrem hospodářství v druhé vládě Julie Tymošenkové.
Na Ukrajině je stíhán pro podvod, byl na něj vydán mezinárodní zatykač a byl hledán Interpolem. V lednu 2011 mu byl v České republice udělen politický azyl.